# Otomí de San Felipe
L'otomí de San Felipe (Otomí del estado de México) és una llengua ameríndia parlada per unes 10.000 persones a San Felipe Santiago i nombroses viles de l'estat de Mèxic com Chapa de Mota i Jilotepec. També és anomenat "otomí de l'estat de Mèxic", però hi ha altres varietats parlades a aquest estat, com l'otomí Temoaya. L'autònim és Hñatho o Hñotho.